# Zana i Miri
Zana i Miri (tytuł oryginalny: Zana dhe Miri) – albański film dla dzieci z 1975 roku.
Pierwszy albański film animowany, wyprodukowany przez Studio Filmowe Nowa Albania (Kinostudio Shqipëria e Re). Opowieść o dwojgu dzieci, które odkrywają piękno przyrody. Film otrzymał jedną z dwóch głównych nagród na I Festiwalu Filmów Albańskich w Tiranie, który odbył się w kwietniu 1976 r.